# مشبكة (حقيبة يد)
المُشَبِّكة هي نوع من حقائب اليد الصغيرة أو المثابن، تشبه حقيبة السهرة العصرية، واستخدمت بشكل أساسي من عام 1795 إلى عام 1820.